# Бобрівка (притока Хоросни)
Бобрівка (пол. Bobrówka) — гірська річка в Україні, у Коломийському районі Івано-Франківської області у Галичині. Ліва притока Хоросни, (басейн Дністра).

## Опис
Довжина річки 11 км, похил річки 5,0 м/км, площа басейну водозбору 11,5 км², найкоротша відстань між витоком і гирлом — 8,33  км, коефіцієнт звивистості річки — 1,3 . Формується безіменними струмками.

## Розташування
Бере початок на північно-західній стороні від безіменної гори (428,6 м) в урочищі Середній Майдан. Тече переважно на північний схід через село Хоросну, Молодилів і у селі Голосків впадає у річку Хоросну, ліву притоку Голишанки.
Населені пункти вздовж берегової смуги: Сідлище.